# جامعة تشمران الأهوازية
جامعة تشمران الأهوازية (بالفارسية: دانشگاه شهید چمران اهواز) هي أكبر جامعة في مدينة الأهواز في إيران. أنشئت جامعة تشمران في سنة 1955 في أرض بمساحة 276 أكر (1.12 كـم2). كان يدرس في هذه الجامعة أكثر من 4798 طالب في 13 كلية حسب الإحصاءات الرسمية للجامعة. سميت الجامعة بهذا الأسم تمينا بـمصطفى شمران

## الكليات
- كلية العلوم
- كلية الهندسة
- كلية الاداب
- كلية الزراعة
- كلية الطب البيطري
- كلية التربية الرياضية
- كلية التربية وعلم النفس
- كلية الرياضيات والإحصاء
- كلية الهندسة علوم المياه
- كلية شوشتار كلية التربية
- كلية أصول الدين والفكر الإسلامي
- كلية العلوم الاقتصادية والاجتماعية (الموقع)
- كلية البيئة والموارد الطبيعية (بهبهان)